# Gustavo Micheloud
Gustavo Agustín Micheloud (Comodoro Rivadavia, Chubut; 21 de mayo de 1989) es un piloto argentino de automovilismo de trayectoria nacional. Desarrolló su carrera a nivel nacional compitiendo en la Fórmula Renault Argentina y el Top Race Junior, categoría en la cual alcanzó el subcampeonato en el año 2009, al comando de un Ford Mondeo II, por detrás de su compañero de equipo Germán Giles.
Tras su subcampeonato, ascendió al TRV6 en el año 2010, compitiendo siempre bajo el ala del equipo GT Racing de Gustavo Tadei. Este año disputó los dos torneos realizados por Top Race, la Copa América y el Torneo Clausura. Asimismo, también debutó ese año en el TC Pista, al comando de una unidad Torino Cherokee del equipo de Ariel Pacho. Sin embargo, un fuerte accidente de tráfico lo dejó imposibilitado de completar ese año en el TRV6, siendo reemplazado por Esteban Tuero.
Continuó su carrera en el TC Pista durante los años 2011 a 2012 y retornó al TRV6 en el año 2011, de la mano del RV Competición, donde si bien vino desarrollando continuidad dentro de la categoría, realizó un parate hasta las últimas fechas, donde retornó para reemplazar a su compañero Néstor Girolami, quien debió abandonar el torneo, como producto del accidente de Turismo Carretera que lo involucrara y en el que perdiera la vida el piloto Guido Falaschi. En 2012, fichó para la escudería ABH Sport, consiguiendo mayor continuidad, mientras que en el TC Pista no conseguiría repetir lo actuado el año anterior.
En 2013 finalmente fichó para la escudería Schick Racing, donde compitió al comando de un Ford Mondeo III, identificándolo con su número de debut, el 333.
Entre sus relaciones personales, su hermano menor Thomas Micheloud también es piloto de automovilismo, habiéndose proclamado campeón de Top Race Junior en 2021.

## Biografía
En 2010, ascendió al Top Race V6, corriendo bajo la misma estructura que corrió en el Junior, el GT Racing y compartiendo equipo con su jefe deportivo Gustavo Tadei. Ese mismo año, debutó en el TC Pista (segunda división del Turismo Carretera), a bordo de un Torino Cherokee. 
Compitió en TRV6 durante todo el primer semestre de 2010 al comando de un Chevrolet Vectra III, con el cual disputó la Copa América 2010. Al finalizar la misma, cambió de vehículo al subirse a un Ford Mondeo II, siempre identificado con el número 333, para encarar el Torneo Clausura 2010. 
Sin embargo, unos días antes de competir en la segunda fecha de dicha temporada, sufrió un accidente de tránsito que le costó la fractura de una clavícula, lo que lo mantuvo inactivo dos meses.
Tras su recuperación, Micheloud volvió a las pistas, pero en el TC Pista, donde el piloto Ariel Pacho le confiara una unidad Torino Cherokee con la cual culminaría en el 29º lugar del torneo. En tanto que en el Top Race V6, solamente retornó para disputar la penúltima fecha del año 2010 en su Comodoro Rivadavia natal.
En el año 2011, Micheloud fue contratado por la escudería RV Competición, con la cual participa en dos frentes, compitiendo en el TC Pista a bordo de un Ford Falcon y en el Top Race V6 con el Mercedes-Benz Clase C número 333. En este año, Micheloud alcanzaría a clasificar en la 10° ubicación en el TC Pista, ingresando inclusive al Play Off definitorio, mientras que en el TRV6 tuvo un pequeño parate a mitad de año, retornando en las últimas fechas ante la ausencia obligada de su compañero Néstor Girolami
Tras estas participaciones, Micheloud continuó su carrera dentro del TC Pista, donde tras el retiro del RV Competición en 2012, tuvo que competir ese año en tres equipos, representando a dos marcas: Primeramente, al comando del Falcon que usara el año anterior, compitió para la escudería Ibarra Pro Racing. Los bajos resultados obtenidos, lo llevaron a adquirir un Dodge Cherokee, con el que conformaría su propia escudería, compitiendo por un par de fechas. Finalmente, cerraría el año al comando de un Ford Falcon del equipo de Omar Martínez, reemplazando dentro de esta estructura al piloto Gustavo Crucianelli.
Asimismo, en el TRV6, Micheloud retornaría de manera consistente a la categoría en el año 2012, al ser convocado por el equipo ABH Sport, quienes le ofrecieron competir al comando de un Ford Mondeo III. Su retorno se condijo con el estreno del nuevo parque automotor del TRV6, del cual Micheloud pasaba a ser participante. El chubutense retornaría y si bien no obtendría resultados preponderantes, conseguiría mayor continuidad, ahora dentro de la renovada divisional.
Su carrera continuó en el año 2013, al ser convocado para competir en el equipo Schick Racing del TRV6, siempre al comando de un modelo Ford Mondeo III.

## Trayectoria
| Karting       | Karting                                   | Karting                |
| Año           | Torneo                                    | Categoría              |
| ------------- | ----------------------------------------- | ---------------------- |
| 2000          | Karting Comodorense                       | Stihl 50 cc.           |
| 2000          | Subcampeón Karting Provincial             | Stihl 50 cc.           |
| 2001          | Campeón Karting Comodorense               | Stihl 50 cc.           |
| 2002          | Subcampeón Karting Comodorense            | Pro Kart               |
| 2003          | Campeón Karting Comodorense               | Pro Kart               |
| 2004          | Campeón Torneo Nocturno PPKA              | Junior                 |
| 2004          | Campeón Argentino PPKA                    | Junior                 |
| 2005          | Campeón Torneo Apertura Bonaerense        | Súper Sudam            |
| 2005          | Campeón Torneo Clausura Bonaerense        | Súper Sudam            |
| 2006          | Campeón Argentino de Karting              | Súper Sudam            |
| Automovilismo |                                           |                        |
| Año           | Categoría                                 | Automóvil              |
| 2007          | Debut en Fórmula 4 Nacional               | Crespi-Renault         |
| 2007          | Debut en Fórmula Renault Argentina        | Tito-Renault           |
| 2008          | Fórmula Renault Argentina                 | Tito-Renault           |
| 2008          | Debut en Top Race Junior, 4 carreras      | Alfa Romeo 156         |
| 2008          | Debut en Top Race Junior, 4 carreras      | Ford Mondeo II         |
| 2009          | Subcampeón de Top Race Junior             | Ford Mondeo II         |
| 2009          | Fórmula Renault Argentina, 8 carreras     | Tito-Renault           |
| 2010          | Copa América (debut en TRV6)              | Chevrolet Vectra III   |
| 2010          | TRV6, Torneo Clausura 2010, 1 carrera     | Ford Mondeo II         |
| 2010          | Debut en TC Pista, 7 carreras             | Torino Cherokee        |
| 2011          | Top Race V6, 5 carreras                   | Mercedes-Benz C-203    |
| 2011          | Top Race V6, 5 carreras                   | Ford Mondeo III        |
| 2011          | TC Pista                                  | Ford Falcon            |
| 2011          | Invitado 200 km de Buenos Aires de TC2000 | Honda New Civic        |
| 2012          | TC Pista, 8 carreras                      | Ford Falcon            |
| 2012          | TC Pista, 8 carreras                      | Dodge Cherokee         |
| 2012          | Top Race V6, 4 carreras                   | Ford Mondeo III        |
| 2013          | Top Race V6                               | Ford Mondeo III        |
| 2014          | Top Race V6                               | Ford Mondeo III        |
| 2014          | Top Race Series, invitado                 | Chevrolet Cruze Series |
| 2015          | Top Race V6                               | Volkswagen Passat CC   |
| 2015          | Top Race V6                               | Mercedes-Benz C-204    |
| 2015          | Top Race V6                               | Ford Mondeo III        |
| 2016          | Top Race V6                               | Ford Mondeo III        |
| 2016          | Debut en Súper TC 2000, 3 carreras        | Ford Focus III         |
| 2017          | TC Pista                                  | Dodge Cherokee         |
| 2017          | Súper TC 2000, 7 carreras                 | Ford Focus III         |
| 2018          | TC Pista                                  | Torino Cherokee        |

## Palmarés
| Karting       | Karting                    | Karting        | Karting |
| Título        | Campeonato                 | Categoría      | Año     |
| ------------- | -------------------------- | -------------- | ------- |
| Subcampeón    | Campeonato Provincial      | Stihl 50 cc.   | 2000    |
| Campeón       | Campeonato Comodorense     | Stihl 50 cc.   | 2001    |
| Subcampeón    | Campeonato Comodorense     | Prokart        | 2002    |
| Campeón       | Campeonato Comodorense     | Prokart        | 2003    |
| Campeón       | Torneo Nocturno PPKA       | Junior         | 2004    |
| Campeón       | Campeonato Argentino PPKA  | Junior         | 2004    |
| Campeón       | Torneo Apertura Bonaerense | Super Sudam    | 2005    |
| Automovilismo |                            |                |         |
| Título        | Categoría                  | Automóvil      | Año     |
| Subcampeón    | Top Race Junior            | Ford Mondeo II | 2009    |

## Resultados

### Turismo Competición 2000
| Año  | Equipo           | Auto             | 1  | 2   | 3   | 4   | 5   | 6   | 7  | 8   | 9   | 10  | 11  | 12  | 13  | Res. | Puntos |
| ---- | ---------------- | ---------------- | -- | --- | --- | --- | --- | --- | -- | --- | --- | --- | --- | --- | --- | ---- | ------ |
| 2011 |                  |                  | GR | SFE | SFE | SMM | SJU | RES | AG | TRH | LPL | TRE | JUN | PDF | PAR | -    | -      |
| 2011 | Equipo Petrobras | Honda Civic VIII |    |     |     |     |     |     |    |     | 22  |     |     |     |     | -    | -      |

### Súper TC 2000
| Año  | Equipo      | Auto           | 1    | 2   | 3   | 4    | 5   | 6   | 7   | 8   | 9   | 10  | 11    | 12  | 13 | 14    | Res. | Puntos |
| ---- | ----------- | -------------- | ---- | --- | --- | ---- | --- | --- | --- | --- | --- | --- | ----- | --- | -- | ----- | ---- | ------ |
| 2016 |             |                | TRE  | ROS | SMM | AG I | TRH | OBE | BA  | SFE | SFE | TOA | SJU   | GR  | GR | AG II | -    | -      |
| 2016 | Riva Racing | Ford Focus III |      |     |     |      |     |     |     |     |     |     |       | 16  | 23 | Ex.   | -    | -      |
| 2017 |             |                | BA I | PDF | SMM | ROS  | ROS | TRH | RAF | OBE | SFE | SFE | BA II | SJU | GR | AG    | -    | 0      |
| 2017 | Riva Racing | Ford Focus III | Ret  | 17  |     | Ret  | 19  | Ret |     |     |     |     |       |     |    |       | -    | 0      |